# لی یی کیونگ
لی یی کیونگ (کره‌ای: 이이경؛ زادهٔ ۸ ژانویهٔ ۱۹۸۹) بازیگر اهل کره جنوبی است. لی اولین بازی خود را در سال ۲۰۱۱ انجام داد و برای اولین بار بخاطر بازی در نقش یک دانش آموز سرکش در درام مدرسه ۲۰۱۳ مورد توجه قرار گرفت. لی پس از نقش کمدی خود در سریال بازگشت زوجین محبوبیت خود را به دست آورد و در اولین نقش اصلی خود در سریال خنده در وایکیکی (۲۰۱۸) ایفای نقش کرد.

## حرفه
لی یی کیونگ اولین بازی خود را در سال ۲۰۱۱ انجام داد و برای اولین بار بخاطر بازی در نقش یک دانش آموز شورشی در درام رده نوجوانان به نام مدرسه سال ۲۰۱۳ مورد توجه قرار گرفت. بعد از آن، او نقشهای مکمل در فیلمهای تلویزیونی « تو از ستاره‌ها اومدی» (۲۰۱۳) و «خاندان خورشید» (۲۰۱۶) را بازی کرد. لی پس از نقش کمدی خود در سریال " زوج اعتراف"، محبوبیت خود را به دست آورد و در اولین نقش اصلی خود در سریال "خنده در وایکیکی" (۲۰۱۸) ایفای نقش کرد. سال ۲۰۱۸ برای لی به لحاظ حرفه ای سال موفقی بود، زیرا او همچنین بازیگر اصلی در سریال فرزندان هیچ‌کس بود.
لی همچنین در فیلمهای مستقل و تجاری، از جمله شب سفید کاری از لی سونگ هی ایل (2012) و یک به یک از کیم کی دوک (۲۰۱۴) ظاهر شده‌است. در سال ۲۰۱۸، او در دو فیلم - هیولا (همچنین به عنوان بی‌مصرف‌ها) که با قلدری در میان نوجوانان دست و پنجه نرم می‌کند؛ و فیلم ترسناک چند داستانه بازنشستگی: ملاقات خطرناک ایفای نقش می‌کند.

## زندگی شخصی
پدر او لی اونگ بوم مدیرعامل سابق شرکت LG Innotek در کره جنوبی است.
در آوریل ۲۰۱۸ اعلام شد که لی با همبازی خود جونگ این سان در سریال خنده در وایکیکی قرار می‌گذارد. این زوج توسط دوست بازیگر لی، لی کی وو، یک سال قبل از اعلام خبر، آشنا شده بودند. با این حال، در ماه ژوئن ۲۰۱۸، این زوج تأیید کردند که رابطه خود را بهم زده‌اند.

## فیلم‌شناسی

### فیلم
| سال  | عنوان                           | نقش            | یادداشت    | مرجع.         |
| ---- | ------------------------------- | -------------- | ---------- | ------------- |
| ۲۰۱۱ | آرایشگاه آمریکایی ژاپنی         |                |            |               |
| ۲۰۱۱ | کوک کردن دوختن                  |                |            |               |
| ۲۰۱۲ | شب سفید                         | تاجون          |            | [ ۹ ]         |
| ۲۰۱۴ | یک به یک                        | سایه ۱         |            | [ ۱۲ ]        |
| ۲۰۱۴ | دزدان دریایی                    | چمبوک          |            | [ ۲۲ ]        |
| ۲۰۱۴ | پرواز شبانه                     | تایمر دانشجویی |            | [ ۲۳ ]        |
| ۲۰۱۶ | تماس پرده                       | وو سیک         |            | [ ۲۴ ]        |
| ۲۰۱۷ | مأموریت محرمانه                 | لی دونگ هون    |            | [ ۲۵ ]        |
| ۲۰۱۷ | عزیزم کنار من                   | ایلیا          |            | [ ۲۶ ]        |
| ۲۰۱۷ | قطب هکونا ماتا                  |                |            | [ ۲۷ ]        |
| ۲۰۱۸ | نگران کننده                     | یانگ هون       |            | [ ۲۸ ]        |
| ۲۰۱۸ | بازنشستگی: ملاقات خطرناک        |                |            | [ ۲۹ ]        |
| ۲۰۲۰ | هیتمن:مامور جون                 | چئول           |            |               |
| ۲۰۲۲ | ۶/۴۵                            | یونگ هو        |            | [ ۳۰ ] [ ۳۱ ] |
| ۲۰۲۲ | Late Night Cafe : Missing Honey | آن ته یونگ     |            | [ ۳۲ ] [ ۳۳ ] |
| ۲۰۲۳ | اونگ‌نام‌یی                       | مال‌بونگ        | فیلم مستند | [ ۳۴ ] [ ۳۵ ] |

### مجموعه تلویزیونی
| سال       | عنوان                              | نقش                 | توضیحات                 | مرجع.               |
| --------- | ---------------------------------- | ------------------- | ----------------------- | ------------------- |
| ۲۰۱۱      | ضربان قلب                          | دانشجوی رقص         | حضور افتخاری            | [ ۳۶ ]              |
| ۲۰۱۲      | مدرسه ۲۰۱۳                         | لی یی کیونگ         |                         | [ ۴ ] [ ۳۷ ]        |
| ۲۰۱۳      | نه                                 | هان یونگ هون (۱۹۹۲) |                         | [ ۳۸ ]              |
| ۲۰۱۳      | گل و شمشیر                         | ته پیونگ            |                         | [ ۳۹ ]              |
| ۲۰۱۳      | تو از ستاره‌ها اومدی                | لی شین              |                         | [ ۵ ] [ ۴۰ ] [ ۲۲ ] |
| ۲۰۱۴      | عاشقات تروت                        | شین هیو یول         |                         | [ ۴۱ ]              |
| ۲۰۱۴      | همگی محاصره شده‌اید                 | شین کی جه           |                         | [ ۴۲ ]              |
| ۲۰۱۴      | درامای ویژه کی‌بی‌اس – عروس در کتانی | کیو چول             | درام تک قسمتی           | [ ۴۳ ]              |
| ۲۰۱۵      | خدمتکاران                          | هو یون سو           |                         | [ ۴۴ ]              |
| ۲۰۱۵      | سن سوپرمن                          | لی یی کیونگ         |                         | [ ۴۵ ]              |
| ۲۰۱۵      | اتاق یومی                          | جون نا بک           |                         | [ ۴۶ ]              |
| ۲۰۱۵      | چون اولین باره                     | چوی هون             |                         | [ ۴۷ ]              |
| ۲۰۱۶      | نسل خورشید                         | کانگ مین جه         |                         | [ ۶ ]               |
| ۲۰۱۶      | آیینه جادوگر                       | یو کوانگ            |                         | [ ۴۸ ]              |
| ۲۰۱۷      | روبی روبی لاو                      | نا جی سوک           |                         | [ ۴۹ ]              |
| ۲۰۱۷      | بازگشت زوجین                       | گو دوک جه           |                         | [ ۷ ] [ ۵۰ ]        |
| ۲۰۱۸      | خنده در وایکیکی                    | لی جون کی           |                         | [ ۵۱ ] [ ۸ ]        |
| ۲۰۱۸      | کت و شلوارها                       | پارک جون پیو        | حضور افتخاری (قسمت ۱–۲) | [ ۵۲ ]              |
| ۲۰۱۸      | شرکای عدالت                        | چا سو هو            |                         | [ ۵۳ ]              |
| ۲۰۱۸      | فرزندان هیچکس                      | کانگ جی هون         |                         | [ ۵۴ ]              |
| ۲۰۱۹      | خنده در وایکیکی ۲                  | لی جون کی           |                         | [ ۵۵ ]              |
| ۲۰۱۹      | شرکای عدالت ۲                      | چا سو هو            | حضور افتخاری (قسمت ۳۱)  |                     |
| ۲۰۱۹      | هتل دل لونا                        | یو اوه              | حضور افتخاری (قسمت ۶)   | [ ۵۶ ]              |
| ۲۰۱۹      | دراما استیج – تخت همسرم            | شیم جونگ وو         | درام تک قسمتی           | [ ۵۷ ]              |
| ۲۰۲۰–۲۰۲۱ | بازرس مخفی سلطنتی                  | پارک چون سام        |                         | [ ۵۸ ]              |
| ۲۰۲۱      | خانه مجله ماهانه                   | مین گوک             | حضور افتخاری (قسمت ۱۴)  | [ ۵۹ ]              |
| ۲۰۲۲      | تشویق آخر                          | پارک نو کوانگ       | حضور افتخاری            | [ ۶۰ ]              |
| ۲۰۲۴      | با شوهرم ازدواج کن                 | پارک مین هوان       |                         | [ ۶۱ ]              |

### نمایش گوناگون
| سال  | عنوان                  | شبکه | یادداشت                                                    | مرجع.  |
| ---- | ---------------------- | ---- | ---------------------------------------------------------- | ------ |
| ۲۰۱۱ | بچه‌ها شگفت زده می‌شوند  | XTM  |                                                            |        |
| ۲۰۱۱ | Hangul Train Chipo     | EBS  |                                                            |        |
| ۲۰۱۱ | سوژه ستاره: تولد بزرگ  | MBC  |                                                            | [ ۶۲ ] |
| ۲۰۱۵ | قانون جنگل در جزایر یپ | SBS  | اعضای عضو                                                  | [ ۶۳ ] |
| ۲۰۱۵ | فصل واقعی مردان ۲      | MBC  | اعضای عضو                                                  | [ ۶۴ ] |
| ۲۰۱۶ | قبیله هیپ هاپ          | JTBC | مسابقه دهنده                                               | [ ۶۵ ] |
| ۲۰۱۷ | شاه ماسک خواننده       | MBC  | رقابت کننده به عنوان "یک آقایی در رم، گرگوری پک" (قسمت ۹۷) | [ ۶۶ ] |
| ۲۰۱۷ | سفر نبرد               | KBS2 | مسابقه با لی کیو وو (قسمتهای ۴۲ تا ۴۵)                     | [ ۶۷ ] |
| ۲۰۱۸ | خطرناک تر از پتو است   | MBC  | اعضای عضو                                                  | [ ۶۸ ] |

### ویدیو موسیقی
| سال  | عنوان آهنگ           | هنرمند                      | مرجع.  |
| ---- | -------------------- | --------------------------- | ------ |
| ۲۰۱۱ | "آیا تو مرا می‌پسندی" | MIB                         |        |
| ۲۰۱۲ | "تنها"               | یونگ Key feat. کیم نای جوان |        |
| ۲۰۱۵ | "가슴 슴 도록"       | SG Wannabe                  | [ ۶۹ ] |
| ۲۰۱۵ | "좋은 기억"          | SG Wannabe                  | [ ۷۰ ] |
| ۲۰۱۶ | «من نمی‌خواهم»        | یونگ Key feat. لی So-jung   | [ ۷۱ ] |

## جوایز و نامزدی‌ها
| سال  | جایزه                       | دسته‌بندی                                                  | کار نامزد شده | نتیجه    | مرجع.  |
| ---- | --------------------------- | --------------------------------------------------------- | --- | -------- | ------ |
| ۲۰۱۴ | ۷ جایزه جوایز کره ای        | بهترین بازیگر جدید                                        | عشق من از ستاره | نامزدشده |        |
| ۲۰۱۵ | جوایز انجمن بازیگران کره ای | بهترین بازیگر جدید                                        | — | برنده    | [ ۷۲ ] |
| ۲۰۱۸ | جایزه ۱۳ مدل آسیا           | ستاره در حال افزایش است                                   | — | برنده    | [ ۷۳ ] |
| ۲۰۱۸ | جوایز فیلم ۲۷ فوتی          | بهترین بازیگر جدید                                        | عزیزم کنار من | نامزدشده | [ ۷۴ ] |
| ۲۰۱۸ | MBC جایزه درام              | جایزه تعالی، بازیگر نقش اول مرداد ماه در چهارشنبه پنجشنبه | style="background: #FDD; color: black; vertical-align: middle; text-align: center; " class="no table-no2"\|نامزدشده |          |        |